# Józef Simmler
Józef Simmler (IPA /ˈzimler/, ur. 14 marca 1823 w Warszawie, zm. 1 marca 1868 tamże) – polski malarz, portrecista, przedstawiciel realizmu.

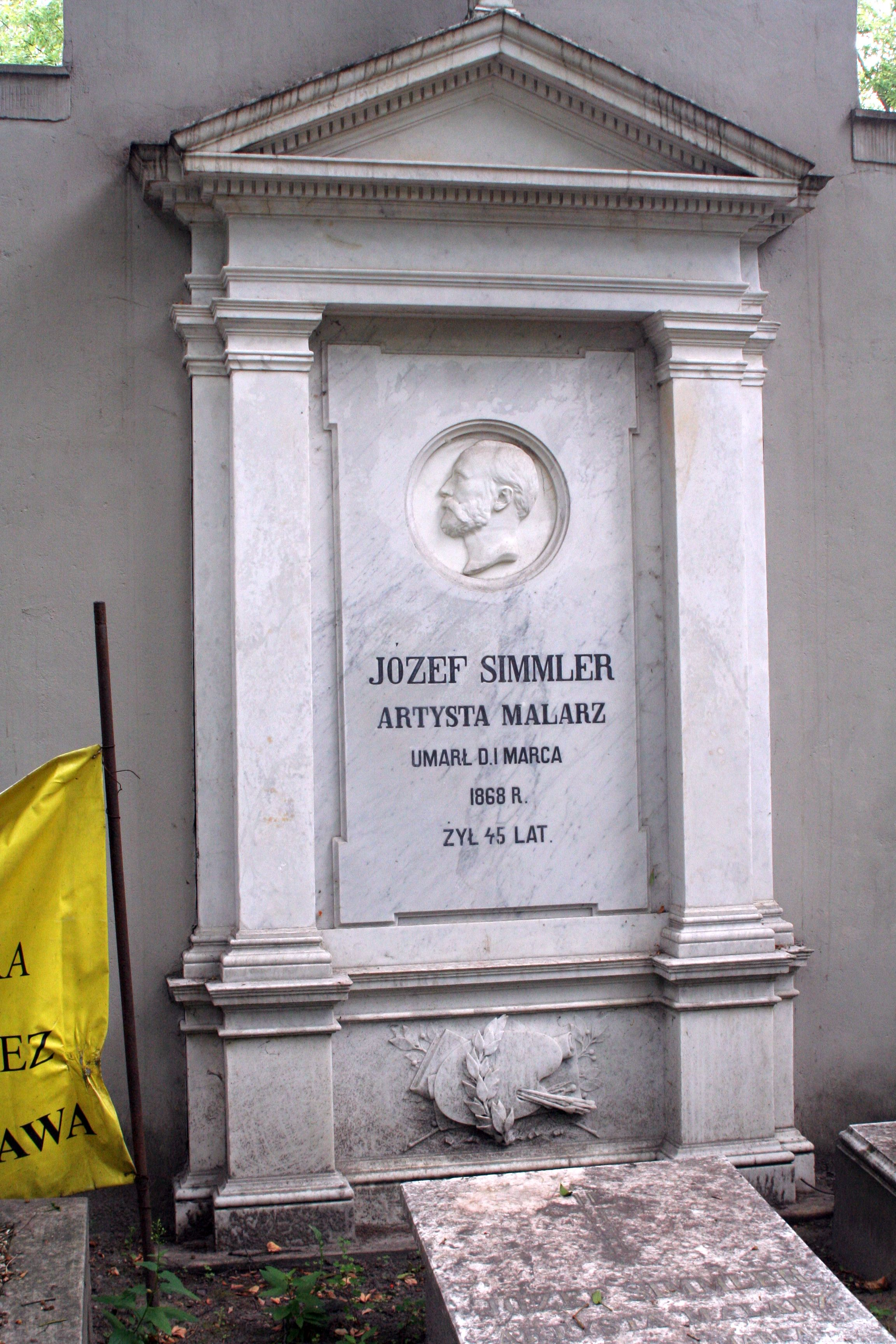
Grób Simmlera na cmentarzu ewangelicko-reformowanym w Warszawie (2015)

## Życiorys
Naukę rysunku rozpoczął na prywatnych lekcjach prowadzonych przez Józefa Richtera, od 1837 kontynuował naukę u Bonawentury Dąbrowskiego, który przygotowywał go do wstąpienia na uczelnię w Dreźnie, co miało miejsce w 1841. W uznaniu wybitnych osiągnięć po pierwszym roku studiów otrzymał srebrny medal. Nie udało mu się pobierać nauki z malarstwa historycznego i portretowego u Eduarda Bendemanna, ponieważ artysta zaprzestał prowadzenia kursów pedagogicznych. Prawdopodobnie to spowodowało podjęcie decyzji o przeniesieniu się w grudniu 1841 r. do Akademii Sztuk Pięknych w Monachium (klasa: Malerei), gdzie kontynuował studia. W 1842 przeszedł zapalenie opon mózgowo-rdzeniowych, po którym dochodził do zdrowia u rodziny w Szwajcarii. W 1843 powrócił do Monachium, gdzie starał się o przyjęcie na naukę do pracowni Juliusa Schnorra von Carolsfelda. Równocześnie wstąpił do działającego w Monachium Kunstevereinu, gdzie pełnił funkcję członka zagranicznego. W 1844 Eduard Bendemann powrócił do pracy pedagogicznej, co spowodowało, że Józef Simmler powrócił do Drezna. Rok później nie otrzymał przedłużenia paszportu i w związku z tym powrócił do Warszawy, uczestniczył w Wystawie Publicznej Szkoły Sztuk Pięknych. Twórczość Simmlera z tego okresu to przede wszystkim portrety, które noszą cechy charakterystyczne dla niemieckiego biedermeieru.
W 1847 wyjechał do Paryża, gdzie uczył się technik malarskich poznając dzieła Charlesa Gleyra oraz eksponowane w Luwrze i Musee du Luxembourg. Podczas pobytu w stolicy Francji tworzył rysując grafiki oraz szkice do poematu Antoniego Malczewskiego „Maria”, utrzymywał przyjacielskie kontakty z Paulem Delarochem. Do Warszawy powrócił w 1849; otrzymał tu propozycję pracy jako rzeczoznawca i oceniający prace uczniów i przyznawania patentów Szkole Sztuk Pięknych. Nadal tworzył portrety, i tak jak we wcześniejszym okresie były to często obrazy przedstawiające krewnych i przyjaciół. W 1850 poślubił pochodzącą z Monachium Julię Hoegensteller; para zamieszkała w Warszawie. W 1856 razem z żoną udał się przez Szwajcarię do Włoch, gdzie podczas rocznego pobytu odwiedzał muzea i galerie. Zajmował się kopiowaniem arcydzieł malarstwa zgromadzonych w Rzymie, Florencji i Wenecji; malował również obrazy z natury.
Po powrocie w 1857 przyłączył się do artystów, którzy wspierali Wojciecha Gersona w dążeniach do powołania do życia instytucji organizującej wystawy sztuki. Ich oczekiwania spełniły się w 1860, gdy Rada Administracyjna Królestwa Polskiego przegłosowała ustawę powołującą do życia Towarzystwo Sztuk Pięknych, w skład którego wszedł m.in. Simmler i pozostawał jego członkiem do końca życia. Kariera portrecisty była wówczas w kulminacyjnym momencie, artysta malował nie tylko bliskich i bogate mieszczaństwo, tworzył również portrety burżuazji i wyższych urzędników carskich. Często były to obrazy dużego formatu ukazujące całą sylwetkę oraz szczegółowo tło portretowanego, który stanowiło najczęściej wnętrz.
W 1866 i 1867 otrzymał zamówienia na portrety namiestnika Teodora Berga. Józef Simmler malował również obrazy o treściach historycznych i alegorie, tematyka ta stała się częstsza po upadku powstania styczniowego. W tym okresie artysta skupił się na tematyce religijnej, część obrazów była malowana dla kościołów i kaplic. Swoje prace wystawiał zarówno w krakowskim Towarzystwie Przyjaciół Sztuk Pięknych jak i w Towarzystwie Zachęty Sztuk Pięknych w Warszawie.
Zmarł dwa tygodnie przed czterdziestymi piątymi urodzinami na tyfus, spoczął 4 marca 1868 na cmentarzu ewangelicko-reformowanym w Warszawie (I/7/7).
Malował obrazy religijne, historyczne, portrety, m.in.:
- Pożegnanie Wacława z Marią (1849)[4],
- Śmierć Barbary Radziwiłłówny (1860),
- Portret dziewczynki z rodziny Romanowskich (1851),
- Portret Jadwigi Łuszczewskiej (Deotymy) (1855),
- Szlachcic z papugą (1859),
- Przysięga królowej Jadwigi (1867),
- Portret Emilii Włodkowskiej (1865).

## Galeria

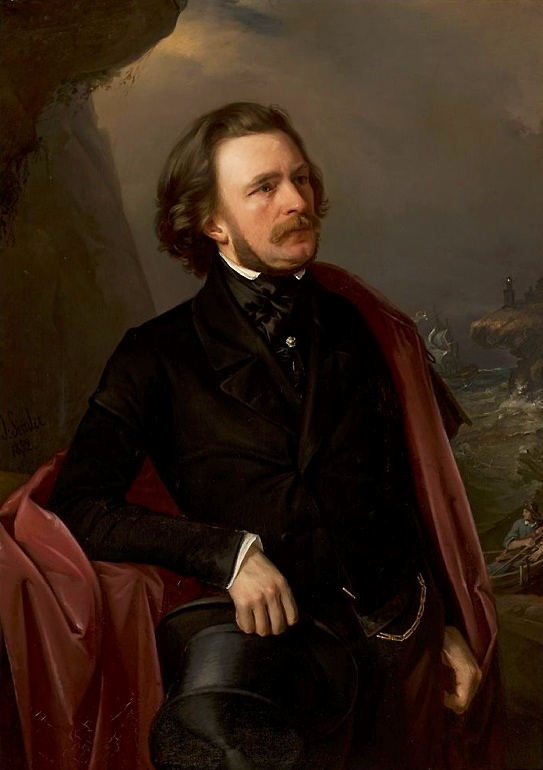
Portret dra Teodora Teutolda-Tripplina, podróżnika, 1852
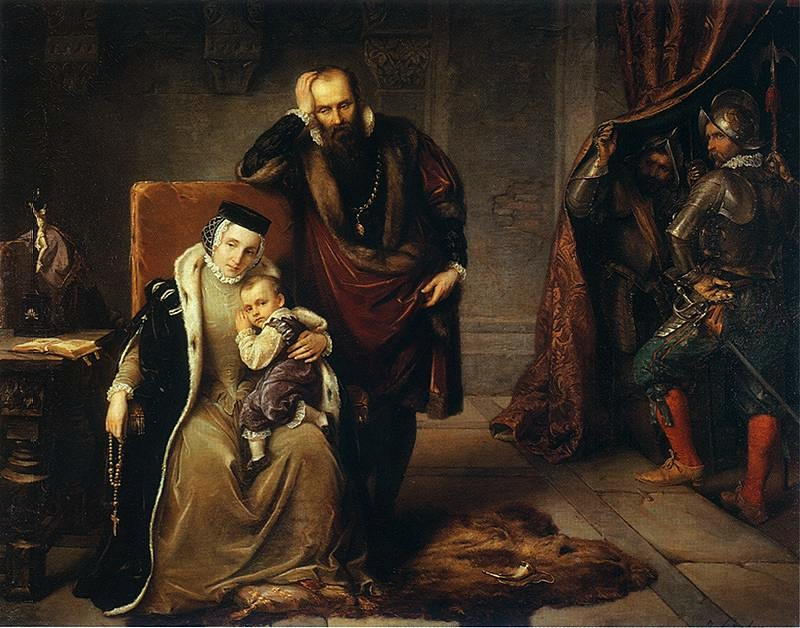
Katarzyna Jagiellonka z synem Zygmuntem w więzieniu Gripsholm, 1859
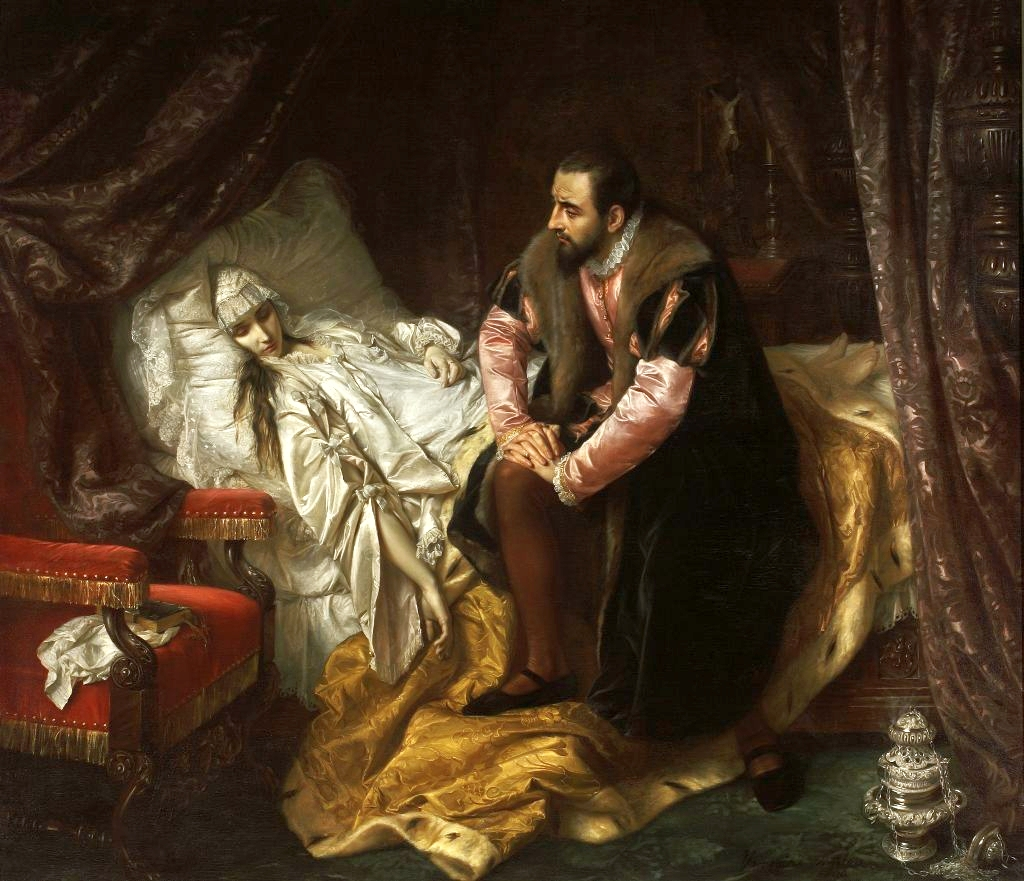
Śmierć Barbary Radziwiłłówny, 1860
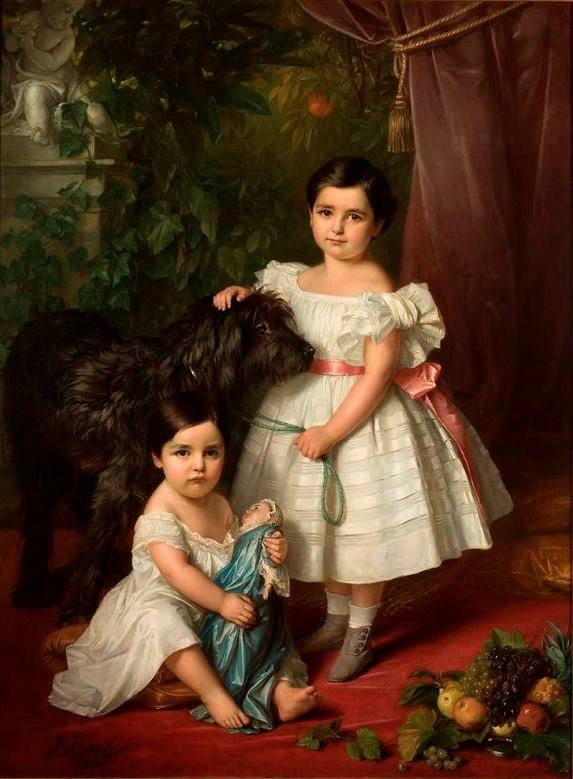
Portret sióstr Kronenberg (Marii Róży i Róży Marii Karoliny) z psem, 1860
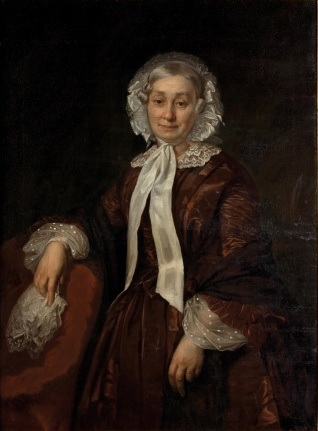
Portret Henrietty Wilhelminy Schlösser, ok. 1860
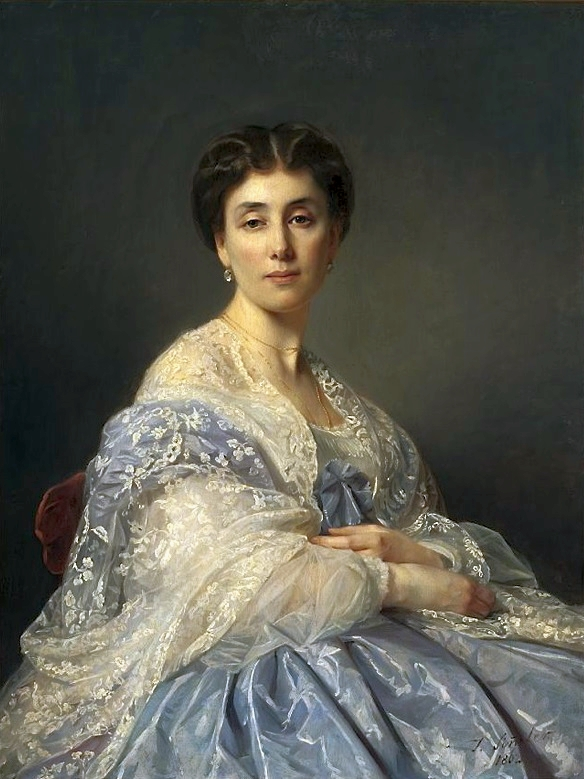
Portret Aleksandry Zatlerowej, 1862
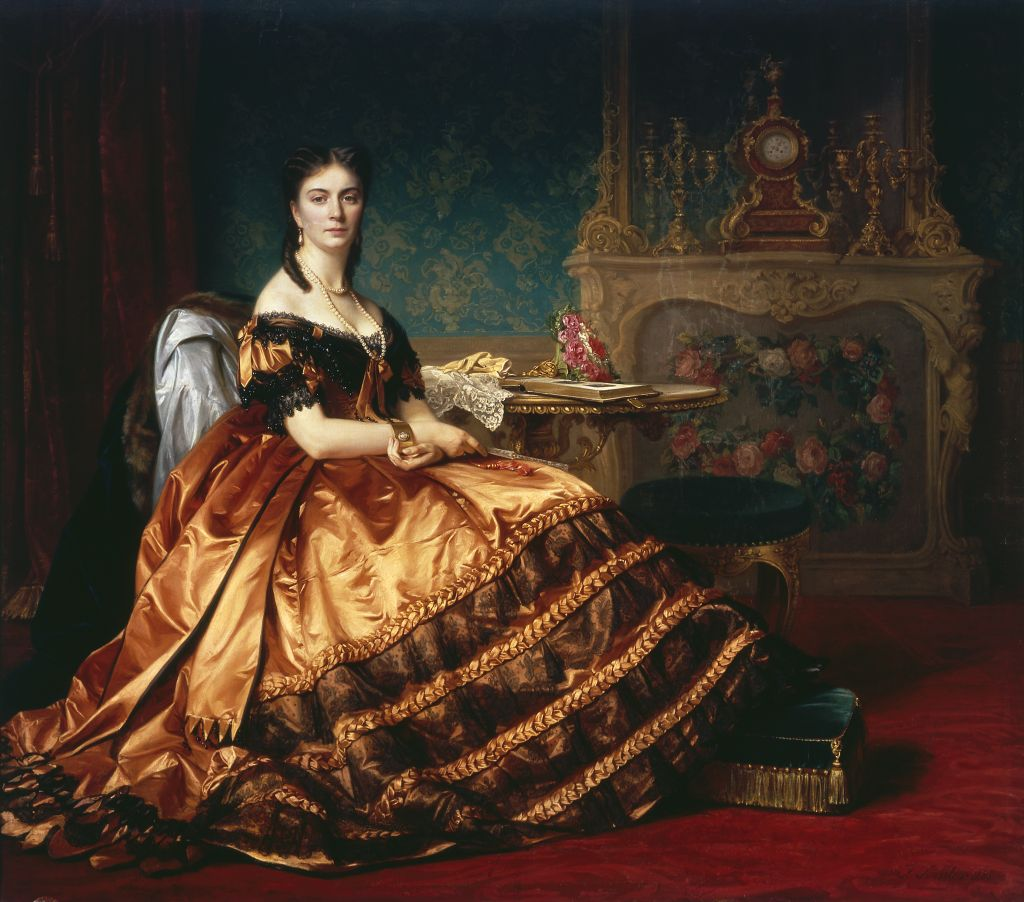
Portret Emilii Włodkowskiej, 1865
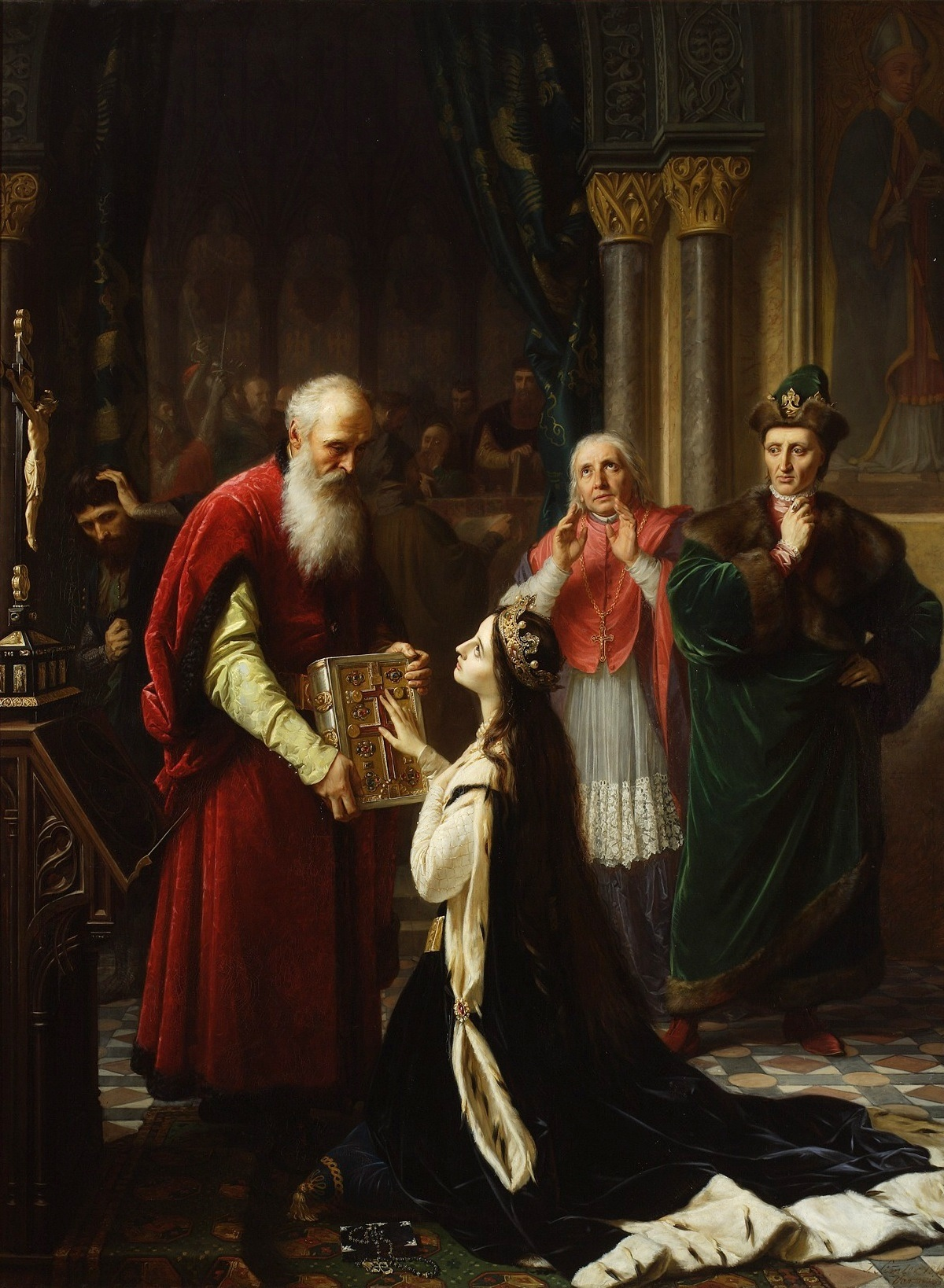
Przysięga królowej Jadwigi, 1867